# Do You Know (What It Takes)
Do You Know (What It Takes) är den svenska artisten Robyns tredje singel från debutalbumet Robyn Is Here.

## Låtlistor

### Storbritannien
12" Promo:
Sida A
1. "Do You Know What It Takes" (125th Street Mix) - 4:07
2. "Do You Know What It Takes" (Paradise Garage Mix) - 4:59
3. "Do You Know What It Takes" (Acapella) - 2:00

Sida B
1. "Do You Know What It Takes" (Kojo's Street Mix) - 5:16
2. "Do You Know What It Takes" (Radio Edit) - 3:42

CD-singel:
1. "Do You Know (What It Takes)" (radio edit)
2. "Do You Know (What It Takes)" (Allstar mix - main & rap)
3. "Do You Know (What It Takes)" (E-Smoove Bounce mix)
4. "Do You Know (What It Takes)" (Paradise Garage mix)
5. "Do You Know (What It Takes)" (125th Street mix)
6. "Yes I Do Baby"

### USA
12" Promo:
Sida A
1. "Do You Know (What It Takes)" (E-Smoove Bounce Mix) - 5:29
2. "Do You Know (What It Takes)" (LP Version) - 3:42

Sida B
1. "Do You Know (What It Takes)" (Dee's Full Mix) - 5:42
2. "Do You Know (What It Takes)" (Dee's Club Mix) - 5:41

CD-singel:
1. "Do You Know (What It Takes)" (LP version) - 3:43
2. "Do You Know (What It Takes)" (E-Smoove Bounce Mix Edit) - 4:06
3. "Do You Know (What It Takes)" (Dee's Full Mix Edit) - 4:02

### Sverige
CD-singel:
1. "Do You Know (What It Takes)" (Radio Edit) - 3:30
2. "Do You Know (What It Takes)" (Allstar Short) - 3:58

Maxisingle:
1. "Do You Know (What It Takes)" (Radio Edit) - 3:30
2. "Do You Know (What It Takes)" (Allstar Main & Rap) - 4:59
3. "Do You Know (What It Takes)" (Paradise Garage Mix) - 4:59
4. "Do You Know (What It Takes)" (E-Smoove Bounce Mix Edit) - 4:05